# Möbius-transformatie
In de meetkunde, een deelgebied van de wiskunde, is een möbius-transformatie van het complexe vlak een rationale functie van de vorm 
{\displaystyle f(z)={\frac {az+b}{cz+d}}}
van een complexe variabele {\displaystyle z}, met de coëfficiënten {\displaystyle a,b,c,d} complexe getallen die voldoen aan {\displaystyle ad-bc\neq 0}. Möbius-transformaties zijn naar August Ferdinand Möbius genoemd, maar worden ook wel homografische transformaties, lineaire fractionele transformaties of gebroken lineaire transformaties genoemd.
Möbius-transformaties worden op het uitgebreide complexe vlak gedefinieerd, dat wil zeggen het complexe vlak vermeerderd met het punt op oneindig:
{\displaystyle {\widehat {\mathbb {C} }}=\mathbb {C} \cup \infty }
Dit uitgebreide complexe vlak kan als een boloppervlak worden beschouwd, de riemann-sfeer, of als de complexe projectieve lijn. Elke möbius-transformatie is een bijectieve conforme of hoekgetrouwe afbeelding van de riemann-sfeer op zichzelf. Iedere afbeelding waarvoor dit het geval is, is een möbius-transformatie.
De verzameling van alle möbius-transformaties vormen een groep onder compositie, de möbius-groep. Het is de automorfismegroep van de riemann-sfeer, wanneer deze als een riemann-oppervlak wordt beschouwd. De groep wordt soms aangeduid door
{\displaystyle \mathrm {Aut} ({\widehat {\mathbb {C} }})}